# 魚つき林
魚つき林（うおつきりん）は、魚介類の生息や生育に好影響をもたらす森林を指す言葉。狭義には、森林法に基づいて指定された保安林を指す。河川上流部の森林を魚つき林と呼称する場合もある。

## 概要
古くは、海面に森林の影が映ることなどによって魚が集まる効果（魚つき）に着目し、海岸斜面に存在する森林を魚つき林と呼称した。魚つき林に関する記述は、天暦年間の文献の記述が初見とされる。江戸時代には、海岸近くの森林や山を「魚付林」「網付林」「網代山」などと呼び、藩によっては禁伐とした。1897年、森林法が制定されると、これらの魚つき林を保安林の一つとして指定し、保全することとなった。魚つき保安林面積は、1999年時点で29,000haだったが、魚つき林造成のための植林事業が推進されことで、2008年時点で58,000haに及ぶ。
魚つき林の機能としては、(1)土砂の流出を防止して河川水の汚濁化を防ぐ、(2)清澄な淡水を供給する、(3)河川や海洋の生物に栄養やエサを提供するなどの機能があると考えられている。ほかに、海面に影を落として直射日光を妨げ、魚介類の生育環境を安定させる効果や魚介類の繁殖を助ける効果、回遊魚を誘致して滞留させる効果が指摘されている。明治時代から1980年代までは、有効な科学的研究が少なかったが、それ以降の研究で、水辺林では魚類のエサとなる昆虫や魚類の住処を提供すること、海岸林では落ち葉が生態系に重要な役割を示すことや花粉の成分が魚類の健康に貢献することが明らかとなった。
魚つき林を日本の伝統知として評価する研究者もいる。

## 具体例
北海道では、襟裳砂漠と呼ばれるほどの海枯れ現象が見られたが、1953年からの緑化事業により海岸林が再生し、水産物の水揚げ量と品質が改善した。1988年から、北海道漁協婦人部によって「お魚殖やす植樹活動」が行われており、全道で15ヶ所が「北の魚つきの森」と認定された。真鶴半島では、江戸時代から魚つき林の保全が行われている。
一方で、魚つき林が問題となる場合もある。1749年（寛延2年）、広島藩の金輪島では、精蝋を目的として大規模なハゼノキ、ウルシノキの植樹が地元商人の手により始まった。しかし、樹木が繁茂するようになると、地域の漁民側から紅葉が海に映ることが魚族の襲来を妨げるとして藩側へ強い抗議が行われ、1770年（明和7年）までに商人側が伐採を余儀なくされた。
韓国でも、慶尚南道南海郡勿巾港に300年前から防潮魚つき林があると言われる。

## 法律上の位置づけ
魚つき保安林は森林法第8条に基づき指定される保安林の一つである。2020年時点で、約60万haが指定されている。保安林（水源かん養保安林、土砂流出防備保安林及び土砂崩壊防備保安林）及び国有林の保安林は農林水産大臣、その他の民有保安林は都道府県知事が監督する。現在指定されている魚つき保安林の多くは、第二次世界大戦以前に沿岸漁業の振興を期待して指定されたものであり、海岸線付近に集中していることが特徴である。近年、注目を浴びている河川上流部の森林（河畔林）が魚つき保安林に指定される例は、ごく少数にとどまっている。